# Chi Kẹn

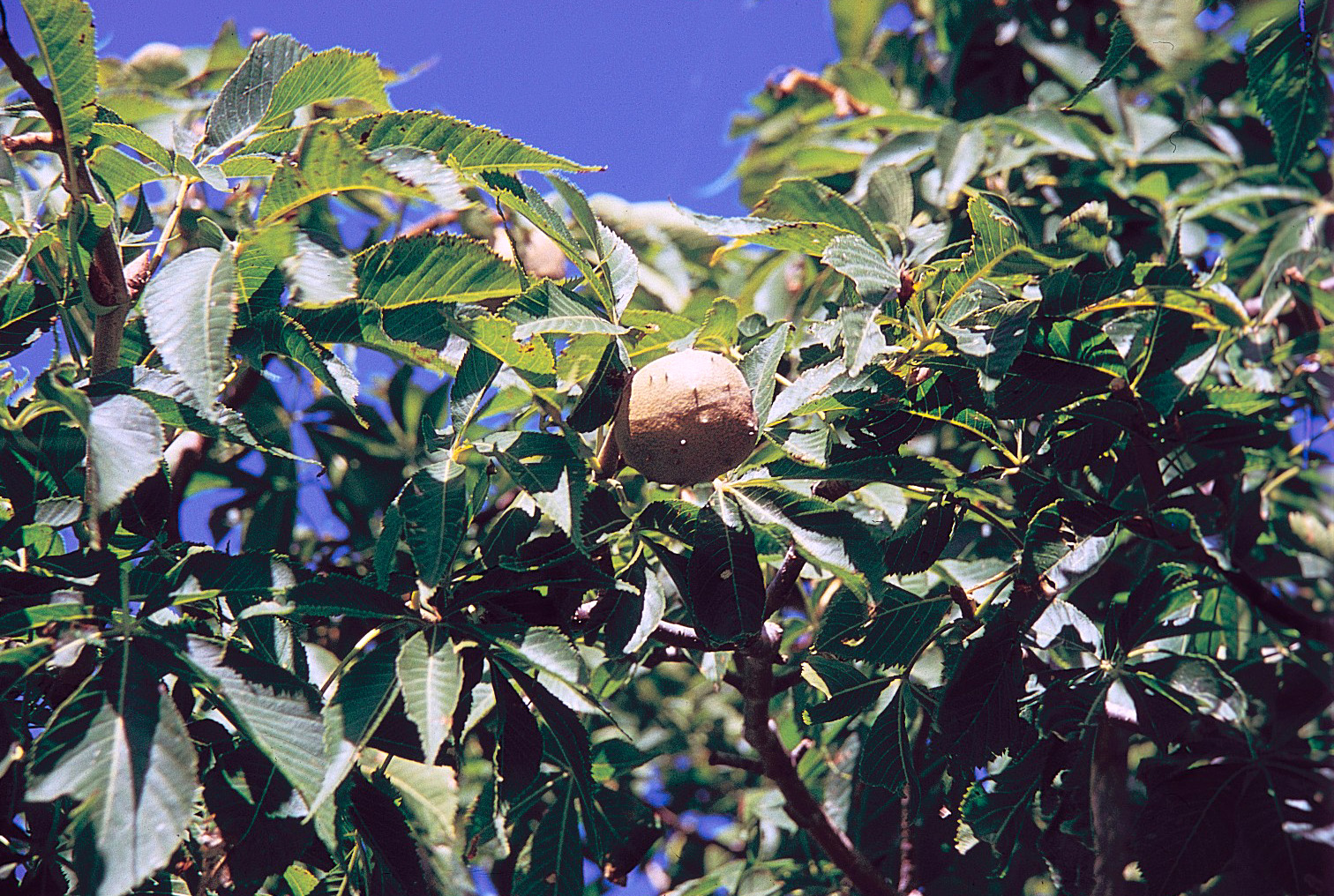
Aesculus glabra Ohio buckeye

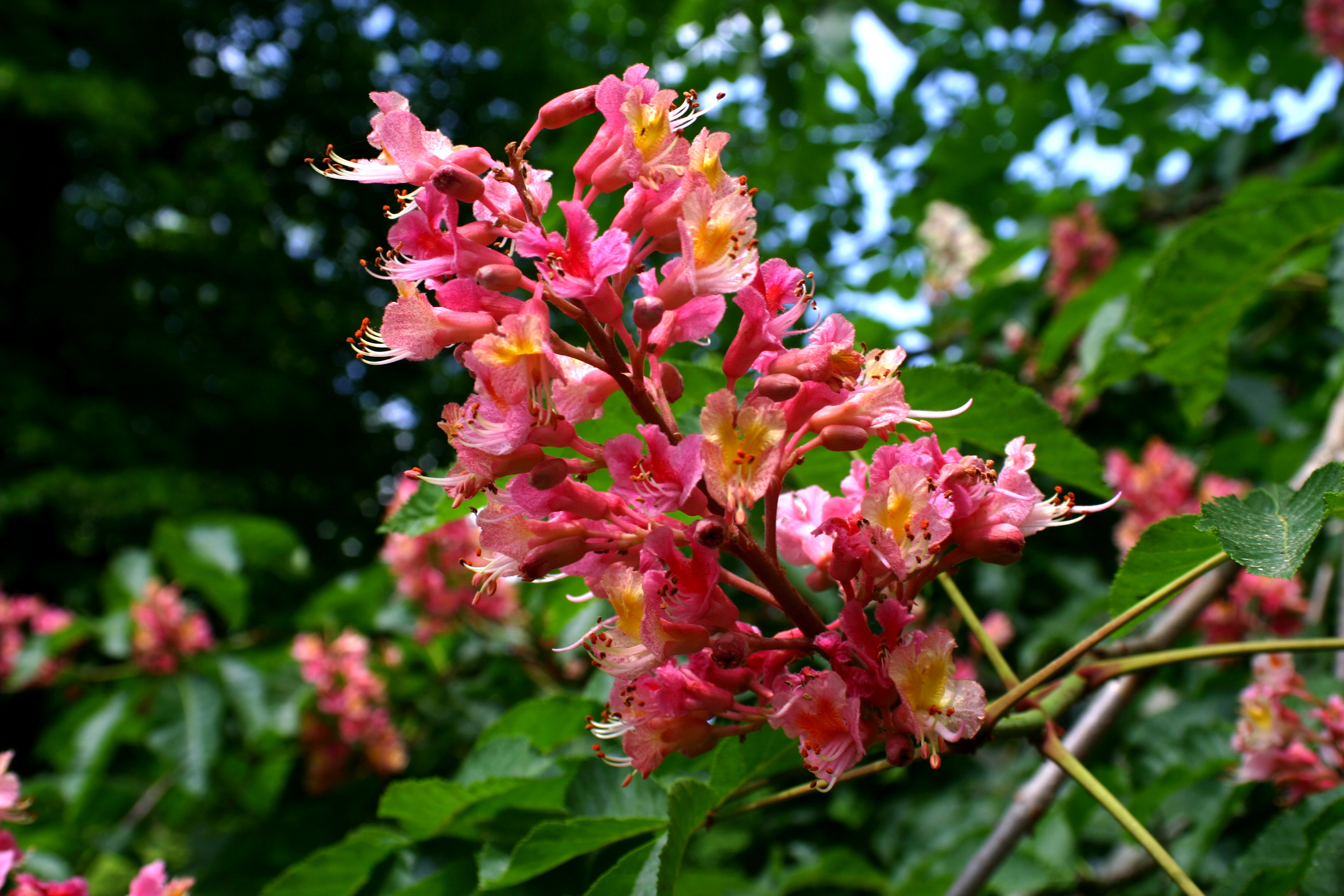
Hoa của Aesculus x carnea

Chi Kẹn (danh pháp khoa học: Aesculus /ˈɛskjʊləs/ hay /ˈaɪskjʊləs/) là một chi thực vật có hoa gồm 13–19 loài cây thân gỗ và bụi bản địa của vùng ôn đới bắc bán cầu, với loài ở Bắc Mỹ và 7–13 loài bản địa của khu vực Á-Âu; ngoài ra còn có một số loài lai. Aesculus xuất hiện từ Đệ Tam. Chi này từng được xếp vào họ Hippocastanaceae cùng với Billia, nhưng các phân tích phát sinh loài gần đây về hình thái và nhiều dữ liệu phân tử đã xếp họ này cùng với Aceraceae (Acer và Dipteronia), nằm trong họ Sapindaceae.